# Tortue mouchetée
Emydoidea blandingii
Genre
Espèce
Synonymes
- Cistuda blandingii Holbrook, 1838
- Emys twentei Taylor, 1943
- Emys blandingii (Holbrook, 1838)

Statut de conservation UICN

 EN A2cde+4ce : En danger
Statut CITES
Emydoidea blandingii est une espèce de tortues de la famille des Emydidae. En français elle est appelée Tortue mouchetée ou Tortue de Blanding.

## Répartition
Cette espèce se rencontre :
- au Canada dans le sud de l'Ontario, dans le sud du Québec et en Nouvelle-Écosse ;
- aux États-Unis au Michigan, en Illinois, en Ohio, en Indiana, dans le Dakota du Sud, en Pennsylvanie, au Missouri, au Nebraska, au Minnesota, en Iowa, au Wisconsin, dans l'État de New York, au Massachusetts, au New Hampshire et au Maine.

## Habitat
Elle fréquente les étangs, marais, marécages et baies de lacs ou de rivières, étangs de castors et fossés peu profonds, là où la végétation aquatique est abondante.

## Description

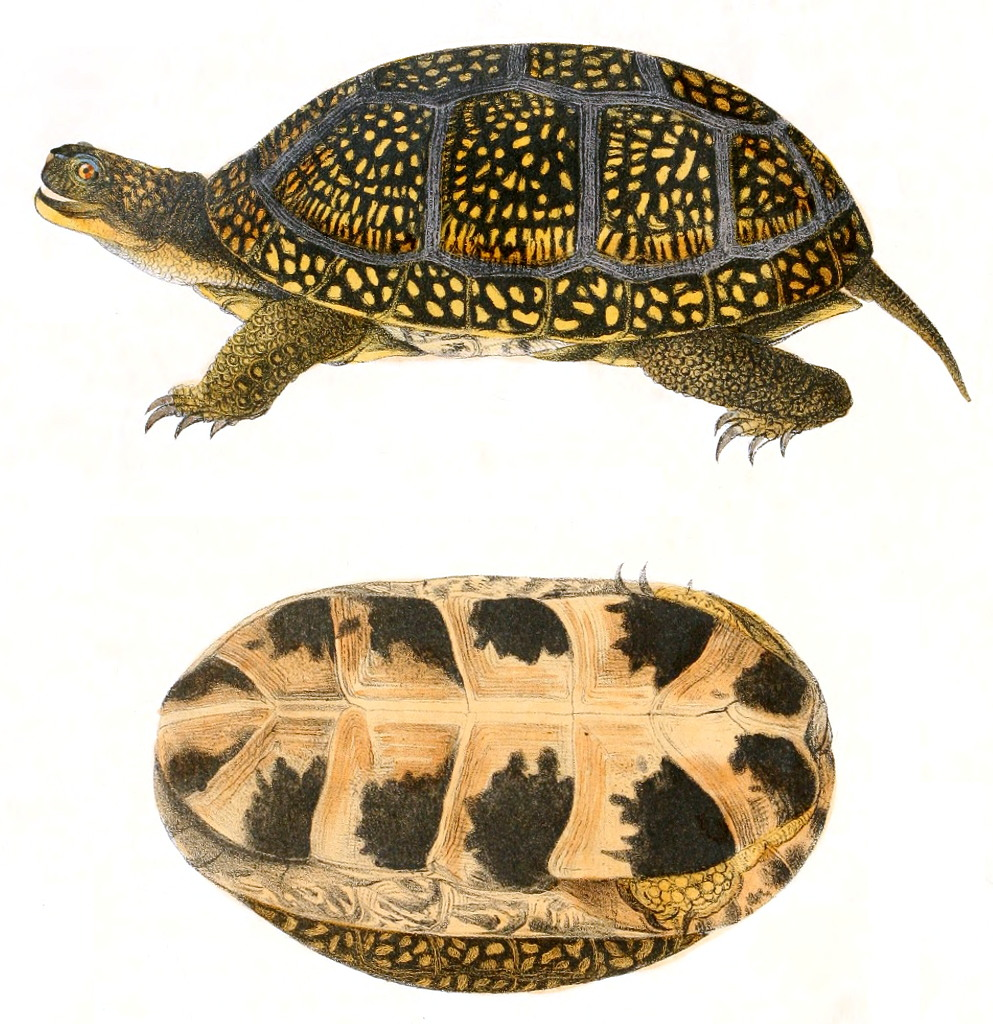
Emydoidea blandingii

Le dessous de la tête et des plastrons est jaune, ses yeux sont proéminents. La carapace foncée est ornée de mouchetures jaunes.
Elle peut atteindre 27 cm, son poids est de 50 lbs. Elle vit de 40 à 50 ans.

## Taxinomie
Cette espèce est souvent placée dans le genre Emys sous le nom Emys blandingii (Holbrook, 1838).

## Protection
Pour l'UICN elle est Quasi menacée.
- Canada : l'espèce est désignée espèce susceptible d'être désignée menacée ou vulnérable (Québec) et espèce menacée (statut fédéral).
- États-Unis : l'espèce n'a aucun statut fédéral, mais est considérée menacée dans les États de l'Illinois, de l'Iowa, du Massachusetts, du Minnesota, de New York, et du Wisconsin, et est considérée en voie de disparition dans les États du Maine, du Nebraska, du Dakota du Sud et au Missouri. Elle est aussi protégée par une loi spéciale au Michigan.

## Étymologie
Cette espèce est nommée en l'honneur de William Blanding (1772-1857).

## Publications originales
- Gray, 1870 : Supplement to the Catalogue of Shield Reptiles in the Collection of the British Museum. Part 1, Testudinata (Tortoises). London, Taylor and Francis, p. 1-120.
- Holbrook, 1838 : North American Herpetology, or Description of the Reptiles Inhabiting the United States, vol. 3, p. 1-122 (texte intégral).